# Tero Puha

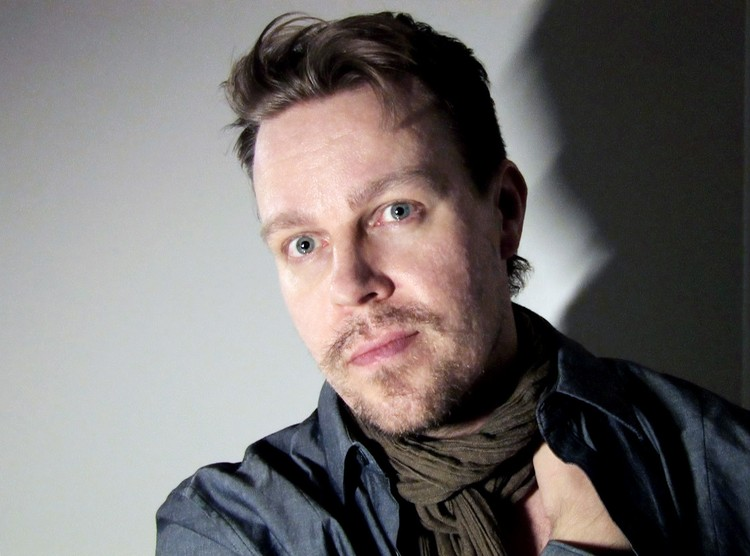
Tero Puha en 2010

Tero Puha (Nurmijärvi, 11 de octubre de 1971) es un artista plástico, fotógrafo, videocreador y director de cine finlandés.
Puha comenzó su carrera artística en 1995. En su obra plástica se ha interesado especialmente por la representación de cuerpos masculinos. También ha realizado performances, videocreaciones y cortometrajes. Ha trabajado frecuentemente fuera de Finlandia, sobre todo en Londres, París y Berlín.
Fue artista en residencia de la Fundación Tom of Finland y recibió una beca trianual de la Fundación Cultural Finlandesa.

## Obra en museos
Sus obras figuran en los museos de Bellas Artes más importantes de Finlandia, como el Kiasma, el Museo de Arte  o el Museo Finlandés de Fotografía (los tres en Helsinki) o el EMMA (Museo de Arte Moderno) en Espoo. También tiene obra en museos internacionales, como el Museo Kiyosato de las Artes Fotográficas de Hokuto (Japón).

## Premios
En 2014 ganó el Premio Nacional de Fotografía de Finlandia. En 2019 recibió también un premio en su ciudad natal, Nurmijärvi.

## Publicaciones
- Almost Human. Inky Robot Media, 2011. Recopilación retrospectiva de la obra de Puha entre 1995–2010, con textos de Leevi Haapala, Leena-Maija Rossi, Annamari Vänskä, Livia Hekanaho y Anna-Kaisa Rastenberger.
- Intiimi Valo/Intimate Light. Parvs, 2022. Imágenes homoeróticas con poemas de Juhani Brander.